# Lille Solt
Lille Solt (dansk) eller Kleinsolt (tysk) er en landsby beliggende cirka 10 km syd for Flensborg ved Kilsåen i landskabet Angel i Sydslesvig. Administrativt hører landsbyen under Freienwill kommune i Slesvig-Flensborg kreds delstaten Slesvig-Holsten i det nordlige Tyskland. Lille Solt er sogneby i Lille Solt Sogn. Sognet lå i Ugle Herred (Flensborg Amt), da området tilhørte Danmark.
Lille Solt var en selvstændig kommune, inden den i 1974 blev sammenlagt med Lille Volstrup til den nye kommune Freienwill. Den daværende kommune rådede i 1974 over et areal på 792 ha og havde 397 indbyggere. Til Lille Solt regnes også Lillesoltskov (Kleinsoltholz) og Lillesolt Hedemark (Kleinsolt-Heidefeld). Få kilometer syd for Lille Solt ligger søsterbyen Store Solt (med Soltbro), som danner en selvstændig kommune (og tidligere et selvstændig sogn). Syd for byen strækker sig engarealet Tueng. Mod nord mod Hyrup Bjerge opnår byen højder på 35 m.
Byen blev første gang nævnt 1352. Udtrykket solt mener formentlig salt, men kan derudover også betyde sumpede land. På sønderjysk skrives bynavnet Lilj Såljt. Lille Solt er centrum for Lille Solt Sogn i Ugle Herred. Kommunen kom dog senere til at hedde Freienwill efter den uden for Lille Solt liggende kro Freienwill (≈Fri vilje).